# مقاطعة فرانكلين (لويزيانا)
مقاطعة فرانكلين (بالإنجليزية: Franklin Parish, Louisiana)‏ هي إحدى مقاطعات ولاية لويزيانا في الولايات المتحدة. تأسست سنة 1843، وتبلغ مساحتها 1646 كم2، بلغ عدد سكانها 20767 نسمة في عام 2010 حسب إحصاء مكتب تعداد الولايات المتحدة وتصل الكثافة السكانية فيها 13 نسمة/كم2.

## وصلات خارجية
- United States Counties